# Роберт Андріх
Роберт Андріх (нім. Robert Andrich, нар. 22 вересня 1994, Потсдам) — німецький футболіст, півзахисник клубу «Баєр 04» та національної збірної Німеччини.

## Ігрова кар'єра

### Клубна
Народився 22 вересня 1994 року в Потсдамі. Вихованець футбольної школи берлінської «Герти». У дорослому футболі дебютував 2012 року виступами за другу команду цього клубу, в якій провів три сезони, взявши участь у 52 матчах в регіональній лізі. 
До основної команди «Герти» не пробився і на початку 2015 року перейшов до «Динамо» (Дрезден), команди третього німецького дивізіону. За півтора роки перебрався до «Веена», що змагався на тому ж рівні.
Протягом сезону 2018/19 вже виступав у Другій Бундеслізі, де захищав кольори «Гайденгайма». Виступами за цю команду привернув увагу вищолігового «Уніона» (Берлін), який влітку 2019 року сплатив за трансфер півзахисника 3,15 мільцони євро.
На рівні елітного німецького дивізіону також не загубився і в серпні 2021 року вже за 6,5 мільонів євро перейшов до клубу «Баєр 04».

### Збірна
У листопаді 2023 року у товариському матчі проти команди Австрії Роберт Андріх дебютував у національній збірній Німеччини.

## Досягнення
- Чемпіон Німеччини (1):

«Баєр 04»: 2023–24
- Володар Кубка Німеччини (1):

«Баєр 04»: 2023–24
- Володар Суперкубка Німеччини (1):

«Баєр 04»: 2024